# Magnitogorski metallurgitscheski kombinat

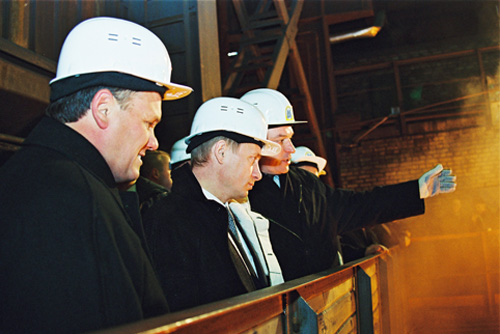
Wladimir Putin auf dem Unternehmensgelände (2000)

Das Magnitogorski metallurgitscheski kombinat (russisch Магнитогорский металлургический комбинат/ deutsch Magnitogorsker Metallurgisches Kombinat, Abk. MMK, im Volksmund Magnitka (Магнитка)) ist ein russisches Unternehmen mit Firmensitz in Magnitogorsk. Das Unternehmen produziert verschiedene Sorten von Stahl. Das Unternehmen produziert rund 20 Prozent des in Russland produzierten Stahls. MMK wird von Wiktor Raschnikow geleitet. Das Unternehmen ist im Aktienindex RTS Index an der Börse in Russland gelistet und ist mit einer Jahresproduktion (2020) von 11,57 Mio. t Stahl der drittgrößte russische Stahlhersteller und liegt weltweit auf Rang 37.
Auf Grundlage der bereits seit dem 18. Jahrhundert bekannten Eisenerzvorräte des Magnetberges (russisch: Magnitnaja) – 1928 auf 250, später auf 400 Millionen Tonnen beziffert – begann die Sowjetunion in der neu gegründeten Stadt Magnitogorsk 1929 im Rahmen ihres ersten Fünfjahrplans mit der Errichtung eines Stahlwerks. Am 1. Februar 1932 erfolgte auf dem Gelände des 1. Quartals der erste Stahlabstich. Während des Deutsch-Sowjetischen Krieges wurde die Produktion von G. I. Nossow deutlich verbessert und vergrößert, der das Werk von 1940 bis zu seinem Tode 1951 leitete. 1992 wurde das Werk in eine Aktiengesellschaft umgewandelt. Am 24. Juli 2009 wurde mit einer neuen Grobblechstraße das Kernstück einer großangelegten Modernisierung und Kapazitätserweiterung eröffnet, mit der MMK vor allem die verstärkte Nachfrage nach Röhren für Öl- und Gas-Pipelines bedienen will.